# Stretton, East Staffordshire
Stretton är en civil parish i Storbritannien.   Den ligger i grevskapet Staffordshire och riksdelen England, i den södra delen av landet, 180 km nordväst om huvudstaden London. Antalet invånare är 8 355. Arean är 4,5 kvadratkilometer.
Terrängen i Stretton är mycket platt.